# Wacław Gołembowicz

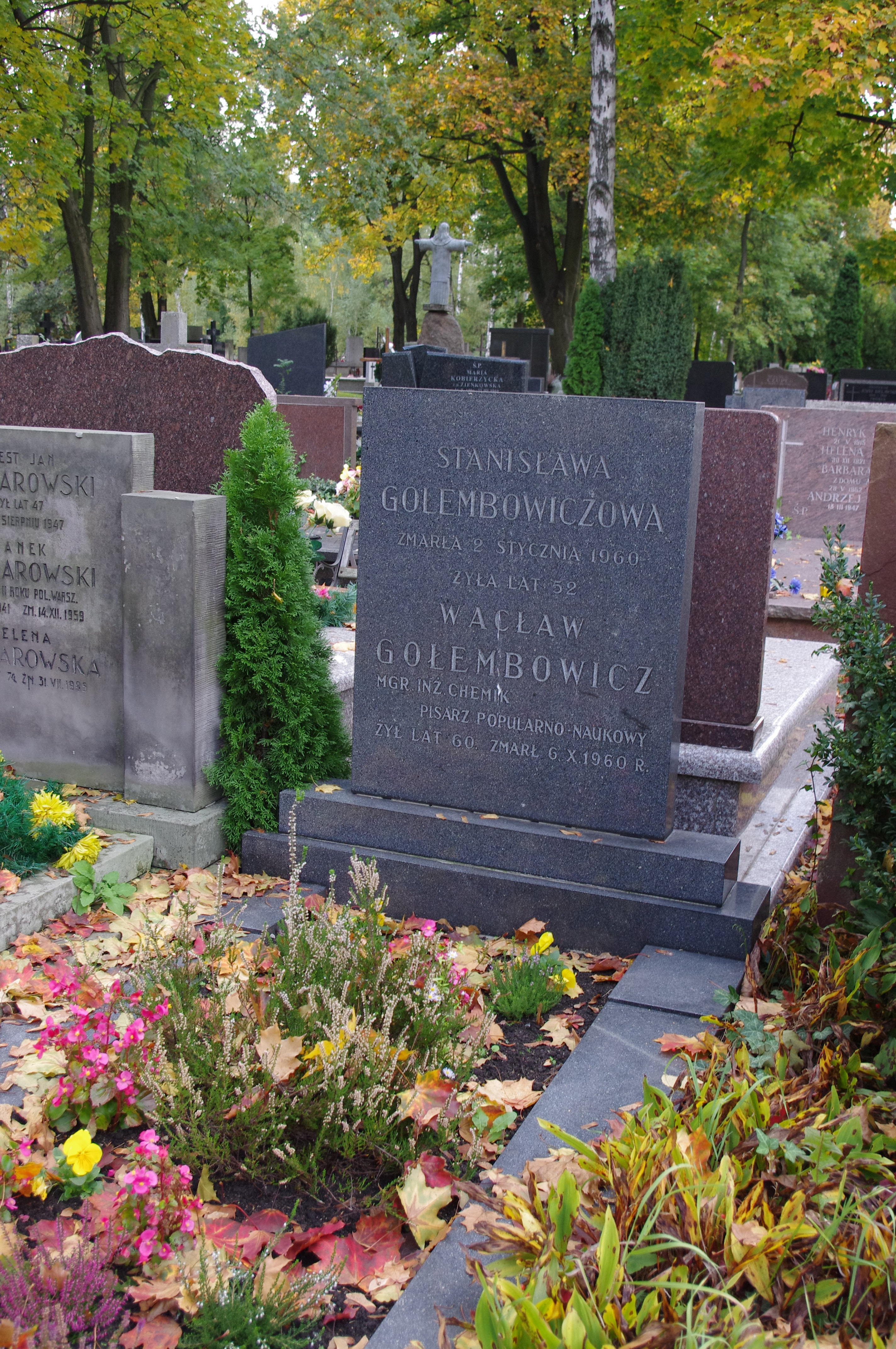
Grób Wacława i Stanisławy Gołembowiczów na Cmentarzu Wojskowym na Powązkach w Warszawie (2012)

Wacław Gołembowicz (ur. 11 marca 1900, zm. 6 października 1960 w Warszawie) – polski chemik, pisarz popularnonaukowy, tłumacz literatury rosyjskiej.
Z powodu trudnych warunków materialnych już w młodym wieku musiał pracować zarobkowo. Mimo to zdał egzamin na politechnikę i ukończył ją, uzyskując dyplom inżyniera chemika. Następnie rozpoczął pracę w przemyśle naftowym, później spożywczym i kosmetycznym. Uzyskał kilka własnych oraz współtwórczych patentów polskich i zagranicznych. 
Popularyzator nauk matematyczno-przyrodniczych w periodykach „Chemia w Szkole”, „Młody Technik”, „Horyzonty Techniki”. Od roku 1955 ukazało się 12 jego książek, część pośmiertnie.

## Wybór książek
- W zwierciadle chemii (1955)[1]
- Gawędy chemiczne (1957)[2]
- Leki bez tajemnic. Od pajęczyny do penicyliny (1958)[3]
- Przygody chemiczne Sherlocka Holmesa (1959)[4]
- Chemia w rondlu (1961)[5]
- Wędrowiec. Opowieść o Paracelsusie (1963)[6]
- Uczeni w anegdocie (1968)[7]

Pochowany na Cmentarzu Wojskowym na Powązkach w Warszawie (kwatera A dod.-6-6).